# 美溪镇
美溪镇是中华人民共和国黑龙江省伊春市伊美区下辖的一个镇。2016年，伊春市人民政府批准撤销美溪街道办事处，下辖地区由美溪区直辖。2019年6月，国务院同意调整伊春市部分行政区划，撤销美溪区，新设伊美区；同年，黑龙江省人民政府批准设立美溪镇。

## 行政区划
美溪镇下辖以下村级行政区划单位：
新兴社区、胜利社区、红光社区、文化社区、东林社区、大西林社区、缓岭社区、群峦社区、三股流社区、顺利河社区、卧龙和社区、五道库社区、兰新社区、青松村、林溪村。